# Tomáš Korvas
Tomáš Korvas (13. prosince 1887 Ořechov u Uh. Hradiště – 18. února 1943 Praha-Žižkov) byl český a československý politik a meziválečný senátor Národního shromáždění ČSR za Československou sociálně demokratickou stranu dělnickou.

## Biografie
Profesí byl tajemníkem sklářského dělnictva v Kyjově. V Kyjově byl rovněž dle údajů k roku 1935 členem městské rady.
Po parlamentních volbách v roce 1935 získal senátorské křeslo v Národním shromáždění. Mandát nabyl až dodatečně v roce 1936 jako náhradník poté, co rezignoval senátor Pavel Havránek. V senátu setrval do jeho zrušení v roce 1939, přičemž krátce předtím ještě v prosinci 1938 přestoupil do nově vzniklé Národní strany práce.
Zemřel během druhé světové války.